# Saint-Mamet-la-Salvetat
Saint-Mamet-la-Salvetat je naselje in občina v osrednjem francoskem departmaju Cantal regije Auvergne. Leta 1999 je naselje imelo 1.321 prebivalcev.

## Geografija
Kraj se nahaja v pokrajini Auvergne 18 km jugozahodno od središča Aurillaca.

## Uprava
Saint-Mamet-la-Salvetat je sedež istoimenskega kantona, v katerega so poleg njegove vključene še občine Cayrols, Marcolès, Omps, Parlan, Pers, Roannes-Saint-Mary, Roumégoux, Saint-Saury, La Ségalassière, Vitrac in Le Rouget s 5.499 prebivalci.
Kanton Saint-Mamet-la-Salvetat je sestavni del okrožja Aurillac.